# Guillaume Huon
Pour les articles homonymes, voir Huon.
Guillaume Huon est un homme politique français né le 25 janvier 1757 à Morlaix (Finistère) et mort le 7 mai 1808 à Rennes (Ille-et-Vilaine).

## Biographie
Procureur à la sénéchaussée de Morlaix sous l'Ancien Régime, puis greffier du tribunal, il passe juge au tribunal de district. Il est élu député du Finistère au Conseil des Anciens le 23 germinal an V. Il passe au corps législatif après le coup d'État du 18 Brumaire et y reste jusqu'en 1806.

## Sources
- « Guillaume Huon », dans Adolphe Robert et Gaston Cougny, Dictionnaire des parlementaires français, Edgar Bourloton, 1889-1891 [détail de l’édition]